# Calophaca grandiflora
Calophaca grandiflora är en ärtväxtart som beskrevs av Eduard August von Regel. Calophaca grandiflora ingår i släktet Calophaca och familjen ärtväxter. Inga underarter finns listade i Catalogue of Life.